# 佐々淳行
佐々 淳行（さっさ あつゆき、1930年〈昭和5年〉12月11日 - 2018年〈平成30年〉10月10日）は、日本の警察・防衛官僚。危機管理評論家。

## 概要
成蹊高等学校、東京大学法学部卒業後、国家地方警察本部（現・警察庁）に入庁。目黒警察署をふりだしに「東大安田講堂事件」「連合赤軍あさま山荘事件」などで警備幕僚長として危機管理に携わる。1986年からは初代内閣官房安全保障室長を務め、昭和天皇の大喪の礼を最後に退官。
その後、文筆、講演、テレビ出演と幅広く活躍。「危機管理」という言葉のワードメーカー。1993年、『東大落城』で文芸春秋読者賞を受賞。

## 経歴

### 生い立ち
熊本県出身の政治学者で、朝日新聞論説委員、参議院議員などを務めた佐々弘雄の次男として、東京市麻布区（現・東京都港区）に生まれる。戦国武将・佐々成政の末裔の家系でもある。6歳のとき自宅近くで二・二六事件が発生。その戒厳下の体験が危機管理人生の出発点となったという。
またゾルゲ事件で逮捕された尾崎秀実と父の弘雄は朝日新聞の同僚記者として親交があり、ともに近衛文麿のブレーンとして昭和研究会、朝食会に参加していた。尾崎は自宅に来ることも多く、ゾルゲ事件が発覚すると、父の書斎にあった手紙、書類、名刺などを兄とともに焼却した。父の弘雄は終戦まで特別高等警察と憲兵隊の捜査対象になったが、逮捕はされなかった。

### 学生時代
国民学校（尋常小学校）から、7年制高等学校である成蹊高等学校に進み、1954年（昭和29年）3月に東京大学（旧制）法学部第3類（政治コース）を卒業。東京大学在学中は、学生研究会土曜会の中心メンバーとして活動し、若泉敬、粕谷一希らと交流を持った。
東京大学法学部教授の堀豊彦から学士助手として大学に残るよう勧められたが、朝鮮戦争や過激化する左翼運動といった世相の中、警察三級職試験（現・国家公務員採用総合職試験）を受験して国家地方警察本部（現・警察庁）に入庁した。警察三級職試験の合格席次は2番であった。若泉は保安研修所（現・防衛研究所）入りし学究の道に入った。粕谷は佐々が学者、若泉が実務家の適性を持っていると思っていたため、それぞれの選択を意外に思ったという。

### 警察官僚として

#### 入庁後
入庁後は、目黒警察署、警察大学校助教授、アメリカへの国費留学などを経て警視庁公安部外事課長代理となる。ソ連や北朝鮮などのスパイ事件の捜査指揮、第一次安保闘争末期の警備実施、アナスタス・ミコヤンソ連第一副首相来日の警護なども経験する。この際、伊藤忠社員時代の瀬島龍三をソ連のスパイとして捜査していた。
27歳の若さで当時の大分県警本部長・富田朝彦の下で警務部長に抜擢され着任。旧自治体警察時代の名残りが強く、地元指定暴力団との癒着や汚職が多発していたため、警察署長や県警幹部を次々に処分。「首切り浅右衛門」の異名をとった。
その後、大阪府警察警備部外事課長を経て1964年1月よりケネディ大統領暗殺事件調査のため渡米。ダラスとワシントンD.Cからの帰国後は東京オリンピックの際の警備や亡命者の処遇を担当した。

#### 外務省出向
1965年より外務省に出向し在香港日本国総領事館領事となる。1966年12月に起きた一二・三事件や1967年5月の中国共産党系暴動（六・七暴動）で在留邦人保護を担当。領事として香港日本人学校設立にも尽力した。
さらに1968年1月に南ベトナムサイゴンへ出張の際、テト攻勢に遭遇。サイゴンの日本大使館に籠城し、青木盛夫大使（ペルー日本大使公邸占拠事件当時の日本大使を務めた青木盛久氏の父）のもとで在留邦人保護にあたる。

#### 警視庁警備部警備第一課長

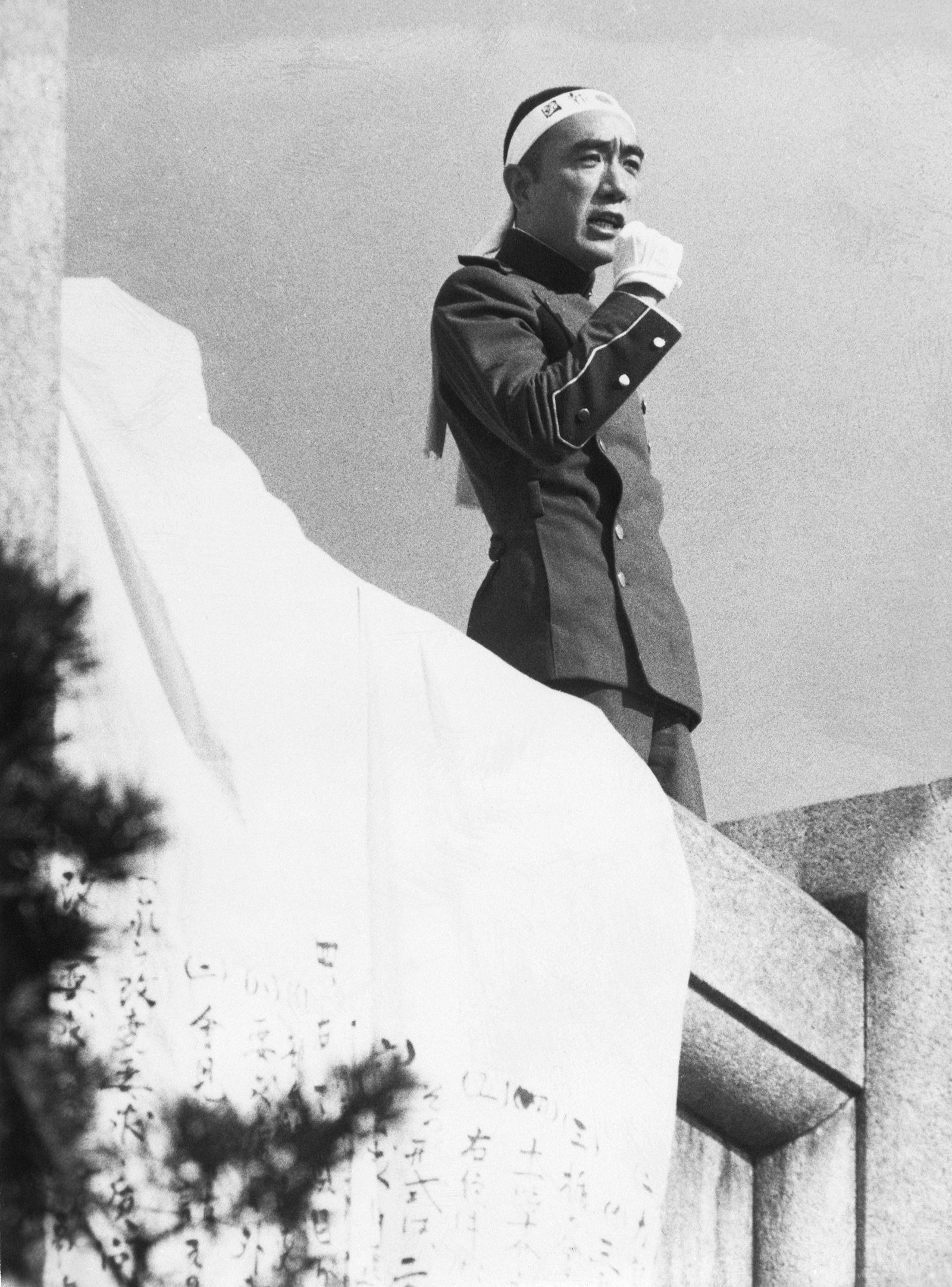
三島事件

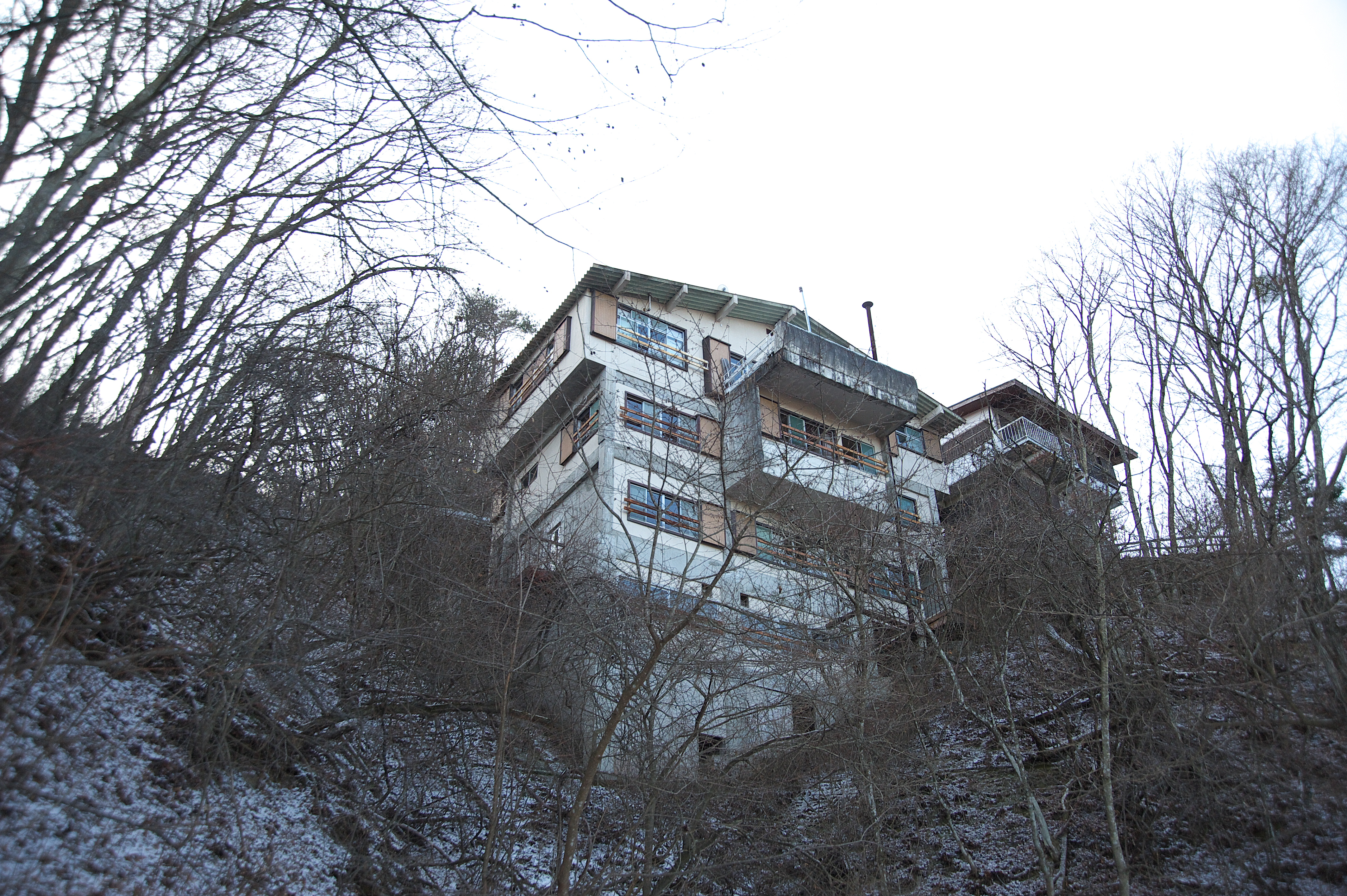
あさま山荘

帰国後、1968年に警視庁公安部外事第一課長を経て警視庁警備部警備第一課長となる。この人事は、警備実施の指揮ができる警察官僚を集め組織強化を行っていた秦野章警視総監が中心となった半ば強引な措置で、全学共闘会議、東大安田講堂事件（1969年）など一連の第二次安保闘争に対する警備実施を指揮。
また機動隊に対して、戦術的後退や挟撃作戦などの発案、隊員の受傷防止のための個人防御装備の開発、特型警備車「防弾装甲放水車」の配備を実施。

#### 三島事件
1970年11月25日に起きた「三島事件」の際は警視庁警務部参事官兼人事第一課長だったが、上司の土田國保・警視庁警務部長から「君は三島由紀夫と親しいのだろ。すぐ行って説得してやめさせろ」と指示を受け、警視庁から市谷の現場に駆けつけたが、三島自決には間に合わなかった。
後年佐々は、遺体と対面しようと総監室に入った時の様子を「足元の絨毯がジュクッと音を立てた。みると血の海。赤絨毯だから見分けがつかなかったのだ。いまもあの不気味な感触を覚えている」と述懐している。

#### あさま山荘事件
1971年11月、警察庁警備局付警務局監察官となる。この人事は警察庁警備局長・富田朝彦の意向で行われた変則的なものであった。慣例で警視正では警察庁課長職にはなれないため、空きがあった課長相当の警務局監察官となる。 
局議で富田警備局長は「佐々警視正には警備課長の任務を区処して警視庁管内の警備を担当させ、それ以外は鈴木貞敏警備課長を担当とする」と各課長へ周知した。
警備局では事実上の無任所課長として、極左暴力集団の事件、及び関連する警備実施の指揮を任された。1972年2月、あさま山荘事件に警備実施及び広報担当責任者として、警察庁長官・後藤田正晴の指示で現地に派遣された。

#### 警備局外事課長/警備課長
1972年7月警察庁警備局外事課長となり、金大中事件、シンガポール事件、文世光事件に対応。1974年8月警察庁警備局警備課長に就任し、三菱重工爆破事件、ジェラルド・フォードアメリカ合衆国大統領来日警備、エリザベス女王来日警備、ひめゆりの塔事件、クアラルンプール事件など日本赤軍によって起こされた一連の日本航空ハイジャック事件などに対応した。
「ひめゆりの塔事件」では、7月17日の皇太子到着当時、皇太子および同妃の訪問に先立ち地下壕内の安全確認を主張したものの、沖縄県知事、沖縄県警察の担当者らに「『聖域』に土足で入るのは県民感情を逆なでする」と反対されたために実施できなかった。

#### 三重県警本部長
皇太子および同妃の沖縄県訪問の警備責任者である佐々は辞表を提出したものの、受け取りを拒否され、1974年に三重県警察本部長に転任した。三重県警察では本部長として天皇の伊勢神宮訪問の警備や部落問題の解決などにあたった。

### 防衛官僚として

#### 防衛施設庁長官官房長
その後、1977年より防衛庁に出向する。防衛庁では同人事教育局長、長官官房長 を歴任。官房長時代には1982年のブルーインパルス機墜落事件、1983年9月の大韓航空機撃墜事件などに対応。

#### 防衛施設庁長官
1984年7月、防衛施設庁長官に就任した。厚木基地夜間離着陸訓練、池子住宅地区への住宅建設問題、三宅島新空港建設問題などを担当し、加藤紘一防衛庁長官と不仲で途中で辞任することも考えたが、1986年（昭和61年）6月に防衛施設庁長官で退官する。

### 初代内閣安全保障室長
1986年7月1日、第3次中曽根康弘内閣で初代の内閣官房内閣安全保障室長（兼総理府安全保障室長）に就任した。中曽根康弘、竹下登、宇野宗佑の3人の内閣総理大臣に仕える。安全保障会議事務局長も務める。
警察時代の上司でもある後藤田正晴内閣官房長官の下で、三原山噴火やなだしお事件、東芝機械ココム違反事件、昭和天皇大喪の礼、防衛費1%枠撤廃閣議決定などに対応した。1989年（平成元年）2月に行われた昭和天皇大喪の礼の事務取り仕切りを最後に、同年6月に退官した。

### 退官後
退官後は、後藤田正晴をはじめとする複数の政界有力者から、いわゆる天下りや、自由民主党からの政界入りを勧められたものの、それらを辞退して個人事務所を開設し、危機管理をライフワークとしてフリーで活動する道を選んだ。現役官僚時代から著書が多く、退官後は多くの著書を上梓し、そのうちのいくつかはベストセラーとなり、「あさま山荘事件」など映画化された例もある。同作には本人も映画館の客としてカメオ出演している。
1990年（平成2年）の湾岸戦争では首相閣外補佐に就いた。またその後1994年には日米文化教育交流会議（CULCON）日本側パネル委員就任。内外情勢調査会理事。1996年には新官邸危機管理懇談会のメンバーに選ばれる。
また1991年（平成3年）のソビエト連邦の崩壊、1995年（平成7年）の阪神・淡路大震災、地下鉄サリン事件、1996年（平成8年）の在ペルー日本大使公邸占拠事件、2001年のアメリカ同時多発テロ事件、2003年のイラク戦争などの際には、コメンテーターとして民放やNHKなどのテレビ番組に出演している。
2006年（平成18年）7月には、日本美術刀剣保存協会の第7代会長・刀剣博物館館長に就任した。
2007年（平成19年）の東京都知事選挙では、親友であった石原慎太郎からの要請で、石原陣営の選挙対策本部長を務めた。このときに用いられた「反省しろよ慎太郎、だけどやっぱり慎太郎」のキャッチコピーは、佐々の発案によるものである。
2012年9月5日、佐々、三宅久之、すぎやまこういちなど保守系の著名人28人は、同年9月の自由民主党総裁選挙に向けて、「安倍晋三総理大臣を求める民間人有志の会」を発足させた。同日、同団体は安倍晋三の事務所に赴き、出馬要請をした。9月26日、総裁選が実施され、安倍が当選した。

### 晩年
晩年も活発に著作・講演活動を続け、またテレビ番組にコメンテーターとして出演していた。2018年10月10日午前2時40分、老衰のため東京都内の病院で死去。87歳没。葬儀には安倍晋三首相や、後に首相となる石破茂も参列した。

## 年譜
- 1930年（昭和5年）12月11日：佐々弘雄の次男として、東京市麻布区麻布材木町で生まれる
- 1954年（昭和29年）3月：東京大学法学部政治学科卒業
- 1954年（昭和29年）4月：国家地方警察本部（現・警察庁）入庁
- 1954年（昭和29年）10月：警視庁目黒警察署配属。外勤第三班主任、捜査主任
- 1955年（昭和30年）10月：警視庁防犯部保安課風紀係長
- 1956年（昭和31年）1月：警察大学校助教[注 2]
- 1957年（昭和32年）
  - 8月：警察庁警備局警備第一課
  - 埼玉県警察本部警務部監察官
- 1959年（昭和34年）7月：大分県警察本部警務部長
- 1959年（昭和34年）11月：関東管区警察局調査官（米国ジョージタウン大学、米国政府国際警察セミナー留学）[35]
- 1960年（昭和35年）7月：警視庁公安部外事課課長代理
- 1962年（昭和37年）4月：大阪府警察本部警備部外事課長
- 1964年（昭和39年）1月：警察庁警備局付（外務省研修所）
- 1965年（昭和40年）1月：在香港日本国総領事館副領事
- 1965年（昭和40年）4月：在香港日本国総領事館領事
- 1968年（昭和43年）6月29日:帰国
- 1968年（昭和43年）7月：警視庁公安部外事第一課長
- 1968年（昭和43年）11月：警視庁警備部警備第一課長
- 1970年（昭和45年）9月：警視庁警務部参事官兼人事第一課長
- 1971年（昭和46年）11月：警察庁警備局付兼警務局監察官
- 1972年（昭和47年）5月：警察庁警備局調査課長
- 1972年（昭和47年）7月：警察庁警備局外事課長
- 1974年（昭和49年）8月：警察庁警備局警備課長
- 1975年（昭和50年）8月：三重県警察本部長
- 1977年（昭和52年）1月：警察庁刑事局参事官
- 1977年（昭和52年）8月：防衛庁出向。防衛庁長官官房防衛審議官。防衛白書担当
- 1978年（昭和53年）11月：防衛庁教育担当参事官（後の人事教育局長に相当）
- 1980年（昭和55年）6月：防衛庁人事教育局長
- 1982年（昭和57年）7月：防衛庁長官官房長
- 1984年（昭和59年）7月：防衛施設庁長官
- 1986年（昭和61年）6月：防衛施設庁長官を退官
- 1986年（昭和61年）7月：初代内閣安全保障室長に就任。安全保障会議事務局長も務める
- 1989年（平成元年）6月：内閣安全保障室長を退官
- 1991年（平成3年）4月：ボランティア団体・日本国際救援行動委員会（JIRAC）を設立し、理事長に就任[注 3]
- 1993年（平成5年）4月：慶應義塾大学法学部政治学科の非常勤講師に就任。同年9月から、「日本の安全保障行政」と題する講義を開始（この後、6年間に及ぶ）
- 1994年（平成6年）4月：日米文化教育交流会議（カルコン）日本側パネル委員就任。内外情勢調査会理事と日本国際フォーラム政策委員就任
- 1996年（平成8年）
  - 3月：新官邸危機管理懇談会メンバーに就任
  - 4月：平成国際大学法学部政治学科非常勤講師に就任
- 1997年（平成9年）8月：建設省河川審議会危機管理小委員会座長に就任
- 1998年（平成10年）3月：人道目的地雷除去支援の会（JAHDS）理事に就任
- 1999年（平成11年）
  - 6月：東京都移転問題専門委員会委員に就任
  - 8月：ハイジャック対策懇談会座長に就任
- 2002年（平成14年）7月：横浜市専門委員に就任
- 2006年（平成18年）
  - 7月 日本美術刀剣保存協会会長に就任
  - 11月：国家安全保障に関する官邸機能強化会議議員に就任
- 2007年（平成19年）9月18日：NPO法人総合危機マネジメント協会の会長・理事に就任
- 2018年（平成30年）10月10日、東京都内の病院で死去。87歳没

## 系譜
戦国時代の武将・佐々成政、それより下って時代劇『水戸黄門』で知られる助さんのモデルとなった佐々宗淳の兄・佐々勝朗を祖先に持つ。
西南戦争で西郷軍に与し、後に済々黌を創設し、衆議院議員を務めた佐々友房は祖父。政治学者で参議院議員の佐々弘雄は父。朝日新聞記者・作家の佐々克明は兄。日本婦人有権者同盟会長で参議院議員の紀平悌子は姉。

## エピソード
- 全共闘運動への対処にあたった佐々であるが、日大紛争の発端となった当時の大学当局の腐敗には義憤を感じており、秋田明大日大全共闘議長の演説に心を打たれることもあった[38]。
- 1973年にドバイ日航機ハイジャック事件が発生した際、犯人はハイジャック機を使ったイスラエルへの「特攻」が目的であり、ドバイに駐機させられた日航機が再び飛び立てば乗客乗員の命はないとの分析が日本政府で主流を占める中で、前年に発生したルフトハンザ機615便ハイジャック事件（英語版）との類似性を見抜き、身代金要求の可能性を示唆した数少ない人物であった[39]。
- 土田・日石・ピース缶爆弾事件の犠牲となった土田國保警視庁警務部長の妻と死亡する十数分前に電話で会話していた（土田は佐々が就任した香港領事の先々代）[13]。
- 異名として、「事件を呼ぶ男[40]」「さすらいのガンマン[40]」「ダーティー・ハリー[40]」「縦社会を横に生きた男（小松万豊による）[40]」「血刀下げて裸馬に乗って単身敵陣に斬り込んでいく奴（後藤田正晴による）[41]」がある。
- 2010年、宮崎県で口蹄疫が発生した際、農林水産省口蹄疫対策本部長だった赤松広隆農林水産大臣（当時）や鳩山由紀夫内閣総理大臣らの対応を厳しく批判した。特に口蹄疫発生の事実を知りながら中南米外遊に出発した赤松を「危機管理上の義務を副大臣らに任せ、閣僚としての華やかな外遊を優先した」「キューバのカストロ議長やコロンビアのウリベ大統領らと会見し、儀仗隊の栄誉礼を受ける方が罹患した牛や豚をみるより楽しいに決まっている。だが、国家危機管理の責任者は、国民の命と財産を守ることを、連休を返上してでも優先させるのがノブレス・オブリージュ（権力者の義務）である」と痛烈に批判している[42]。
- 時代劇『水戸黄門』の登場人物である佐々木助三郎のモデルとなった佐々宗淳の子孫である。

## 栄典・受賞歴
- 1975年（昭和50年）：イギリスCBE勲章（大英勲章＝コマンダー・オブ・ブリティッシュ・エンパイア）を受章[43]。
- 1986年（昭和61年）：アメリカ陸軍民間人功労章（U・S・ミリタリー・アウトスタンディング・シビリアン・サービス・メダル）を受章[43]。
- 1990年（平成2年）：ドイツ連邦共和国功労勲章十字章（ダス・グローセ・フェアディーンスト・クロイツ）を受章[43]。
- 1992年（平成4年）：第54回文藝春秋読者賞を受賞[44]。
- 2000年（平成12年）12月：第48回菊池寛賞を受賞[45]。
- 2001年（平成13年）：勲二等旭日重光章を受章[46][47]。
- 2007年（平成19年）2月：第22回正論大賞を受賞[48]。
- 2018年（平成30年）10月10日：叙正四位[49]。

## 著書
- 『目黒警察署物語 佐々警部補パトロール日記』 文藝春秋、1989.10、のち文庫。挿絵は自らの手による。
- 『目黒署10人の刑事 佐々警部補シリーズ』 文藝春秋 1990.4、文庫改題「美人女優と前科七犯」
- 『目黒署アベック殺人事件 佐々警部補シリーズ完結篇』 文藝春秋 1990.11
- 『金日成閣下の無線機』 読売新聞社 1992.4。改題『謎の独裁者・金正日』文春文庫
- 『危機の政治学』 新潮社 1992.9、のち文春文庫「－ハンガリー事件から、湾岸戦争、ソ連邦崩壊まで」
- 『東大落城 安田講堂攻防七十二時間』 文藝春秋 1993、のち文庫
- 『平時の指揮官 有事の指揮官』 クレスト社 1995.4、のち文春文庫
- 『危機管理宰相論』 文藝春秋 1995.12
- 『六男二組の約束 戦争と先生と59人の子供たち』 TBSブリタニカ 1995.12 
  - 改題『「六男二組」の太平洋戦争』小学館文庫 /『戦時少年佐々淳行―父と母と伊藤先生』文春文庫
- 『連合赤軍「あさま山荘」事件』 文藝春秋、1996、のち文庫、※映画『突入せよ! あさま山荘事件』原作
- 『香港領事動乱日誌 危機管理の原点』 文藝春秋 1997.6。改題「香港領事佐々淳行 香港マカオ暴動、サイゴン・テト攻勢」文庫
- 『さらば臆病国家ニッポン 指導者よライオンになれ』 文藝春秋 1998.8
- 『日本の警察 「安全神話」は終わったか』 PHP新書 1999
- 『わが上司 後藤田正晴　決断するペシミスト』 文藝春秋 2000、のち文庫
- 『後藤田正晴と12人の総理たち　もう鳴らない“ゴット・フォン”』 文藝春秋 2006、のち文庫
- 『仕事の<実例>「危機管理」術』 三笠書房 2001。「重大事件に学ぶ「危機管理」」文春文庫
- 『焼け跡の青春・佐々淳行　ぼくの昭和20年代史』 文藝春秋 2003、のち文庫
- 『インテリジェンス・アイ　―危機管理最前線』 文藝春秋 2005。改題「危機管理最前線」文春文庫
- 『軍師・佐々淳行 反省しろよ慎太郎、だけどやっぱり慎太郎　―危機管理最前線2』 文藝春秋 2007。改題「わが「軍師」論」文春文庫
- 『菊の御紋章と火炎ビン　―「ひめゆりの塔」と「伊勢神宮」が燃えた「昭和50年」』 文藝春秋 2009、のち文庫 - 激動の1975年を回想記
- 『一隅を照らす行灯たちの物語　実践的青少年教育のノウハウ』 冨山房インターナショナル 2009.5
- 『わが記者会見のノウハウ ―スキャンダル克服の秘訣』（文藝春秋、2010.2）、文庫改題「「危機管理・記者会見」のノウハウ」
- 『ザ・ハイジャック－日本赤軍とのわが「七年戦争」』（文藝春秋、2010.11）、のち文庫（志方俊之解説）-「よど号事件」ほか
- 『彼らが日本を滅ぼす』（幻冬舎、2011.2）
- 『ほんとに彼らが日本を滅ぼす』（幻冬舎、2011.7）
- 『救国の八策』（幻冬舎、2012.7）
- 『佐々淳行の危機の心得　名もなき英雄たちの実話物語』（青萠堂、2012.9）
- 『「国土」喪失。なぜ日本は領土を守れないのか』（PHP研究所、2012.12）
- 『インテリジェンスのない国家は亡びる　内閣中央情報局を設置せよ！』（海竜社、2013.8）
- 『私を通りすぎた政治家たち』（文藝春秋、2014.9）、のち文庫
- 『私を通りすぎたマドンナたち』（文藝春秋、2015.7）、のち文庫
- 『重要事件で振り返る戦後日本史　日本を揺るがしたあの事件の真相』SBクリエイティブ〈SB新書〉、2016年1月。ISBN 9784797385670。単行版2018年
- 『私を通りすぎたスパイたち』文藝春秋、2016年3月。ISBN 9784163904276。- 「佐々メモ」による最終作 
  - 『亡国スパイ秘録』伊藤隆解説、文春文庫、2019年3月。ISBN 9784167912512。

指導者向けテキスト
- 『新しい監督者論』立花書房 1957。選書判、再版多数
- 『危機管理のノウハウ I～III』 PHP研究所、1979-1981、のちPHP文庫、文藝春秋（新版合本）1991
- 『新・危機管理のノウハウ 平和ボケに挑むリーダーの条件』 文藝春秋 1991.8
- 『新・新・危機管理のノウハウ 世紀末の指導原理』 文藝春秋 1994.4
- 『ポリティコ・ミリタリーのすすめ 日本の安全保障行政の現場から　慶應義塾大学講義録』 都市出版 1994.11
- 『危機管理　公務員研修双書』 ぎょうせい 1997.9
- 『定本 危機管理　我が経験とノウハウ』 ぎょうせい 2014.9

### 編著・共著
- 『グローバル経営時代の企業の危機管理』（日本経済新聞社 1994.6）、ブライアン・M.ジェンキンズ共著
- 『日本の危機管理はこれでいいのか 阪神大震災、地下鉄サリン事件の教訓をどう生かすか』（致知出版社 1995.6）、竹村健一と共著
- 『自然災害の危機管理―明日の危機を減災（ミティゲート）せよ!』 編著（ぎょうせい、2001）
- 『国家の実力　危機管理能力のない国は滅びる』（致知出版社、2011.6）、渡部昇一との共著

評伝
- 伊藤隆『佐々淳行・「テロ」と戦った男』（ビジネス社、2025.4） ISBN 9784828427157

### 翻訳
- 『読後焼却 続智慧の戦い』 ラディスラス・ファラゴー（Ladislas Farago）、日刊労働通信社 1963 
  - 『読後焼却』スパイ戦史シリーズ5：朝日ソノラマ文庫 1985
- 『脅かされる大統領』 U.E.ボウマン（U・E・Baughman）、有紀書房 1964
  - 『シークレット・サービス』スパイ戦史シリーズ11：朝日ソノラマ文庫 1985

## 佐々淳行を演じた俳優
- 役所広司 （突入せよ! あさま山荘事件）
- 陣内孝則 （日本史サスペンス劇場）
- 椎名桔平 （スーパーテレビ特別版"佐々淳行極秘メモ"）